# Johann Christoph Albers (Malakologe)
Johann Christoph Albers (* 13. März 1795 in Bremen; † 27. September 1857 in Stuttgart) war ein deutscher Mediziner, Botaniker, Tierarzt und Malakologe.

## Leben
Albers war ein Sohn des Bremer Kaufmanns und späteren Kunstmalers Anton Albers der Ältere und seiner Ehefrau Johanna Sophia Thorbecke. Er studierte von 1812 bis Michaelis 1814 Medizin an der Universität Göttingen und wurde Mitglied des Corps Hannovera Göttingen. Während der Befreiungskriege diente er als Stabsarzt in einer preußischen Einheit. Nach weiteren Studien an der Universität Berlin und der Promotion zum Dr. med. 1816 in Göttingen war ab 1817 zunächst als Kreisphysikus in Allenstein und ab 1820 bei der Bezirksregierung in Gumbinnen tätig. Während der preußischen Cholera-Epidemie 1830/31 leitete er in Berlin ein Cholera-Lazarett.

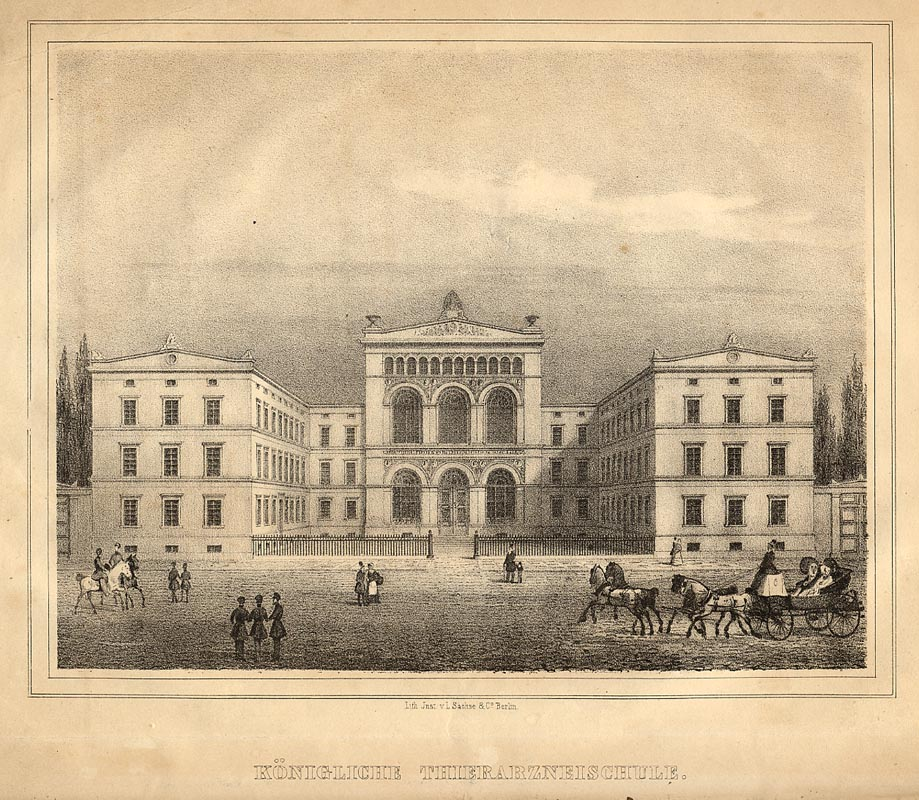
Tierarzneischule Berlin 1841

Im Jahr 1832 wurde Albers Lehrer für gerichtliche Tierheilkunde und Veterinärpolizei an der 1790 gegründeten Tierarzneischule in Berlin. Von 1838 bis 1849 war Albers Direktor mit dem Titel eines Königlich Geheimen Medizinalrats Direktor dieser Hochschule, aus der später die Tierärztliche Hochschule hervorging. In seine Amtszeit fällt 1841 die Einweihung des von Ludwig Ferdinand Hesse als „Lehr- und Wohngebäude“ errichteten dreigeschossigen spätklassizistischen Hauptgebäudes der Tierarzneischule in der Luisenstraße 56, das noch erhalten ist und heute von der Humboldt-Universität als Teil des Nordcampus genutzt wird.
Ab 1849 im Ruhestand in Heidelberg widmete er sich verstärkt seinen biologischen und zoologischen Forschungsinteressen mit zahlreichen artenbeschreibenden Veröffentlichungen. Einen geographischen Schwerpunkt bilden seine Untersuchungen zur Fauna der Insel Madeira. Er starb in Stuttgart auf einer Reise.

## Ehrungen
Im Berliner Museum für Naturkunde in der Invalidenstraße 43 erinnert eine Gedenktafel an ihn als Förderer dieses Museums.
Sein Name ist auch verewigt in der Pflanzengattung Albersia Kunth 1838 (heute zu Amaranthus L. gestellt) aus der Familie der Fuchsschwanzgewächse (Amaranthaceae).

## Schriften
- Commentarius de diagnosi asthmatis Millari strictius definienda. Vandenhoeck & Ruprecht, 1817.
- mit Ernst Horn und Stephan Friedrich Barez: Cholera-Archiv mit Benutzung amtlicher Quellen.
  - Band 1, Enslin, 1832.
  - Band 2, Enslin, 1832.
  - Band 3, Enslin, 1833.
- Königliche Thierarzneischule : Geschichte der Königlichen Thierarzneischule zu Berlin: nebst Darstellung ihrer bisherigen Leistungen und gegenwärtigen Verfassung; Einladungsschrift zur Feier der Einweihung des neuerbauten Thierarzneischulgebäudes und des 50 jährigen Bestehens der Anstalt am 2. Februar 1841. Berlin um 1841.
- Veterinär-Polizey und [gerichtliche] Veterinärkunde nach Vorträgen des Dr. Albers. Berlin 1839. (handschriftl. Vorlesungsmitschrift von Kühnert, Wintersemester 1839/40; Archiv der Freien Universität Berlin)
- Geschichte der Königlichen Thierarzneischule zu Berlin nebst Darstellung ihrer bisherigen Leistungen und gegenwärtigen Verfassung. Berlin 1841.
- Malacographia Maderensis. 1854.
- Die Heliceen, nach natürlicher Verwandtschaft systematisch geordnet von J. Chr. Albers. 2. Auflage. Wilhelm Engelmann, Leipzig 1860. (2. Auflage bearbeitet von Eduard von Martens)